# Bandon (Oregon)
Pour les articles homonymes, voir Bandon.
Bandon est une municipalité américaine du comté de Coos en Oregon. Lors du recensement de 2010, sa population est de 3 066 habitants.

## Géographie
Bandon est une station balnéaire de la côte pacifique, située à l'embouchure de la Coquille. La municipalité s'étend sur 3,15 milles carrés (8,16 km2), dont 0,37 milles carrés (0,96 km2) d'étendues d'eau.
Elle est située près du refuge faunique national du marais de Bandon (en) et des parcs d'État de Bullards Beach (en) et Face Rock (en).

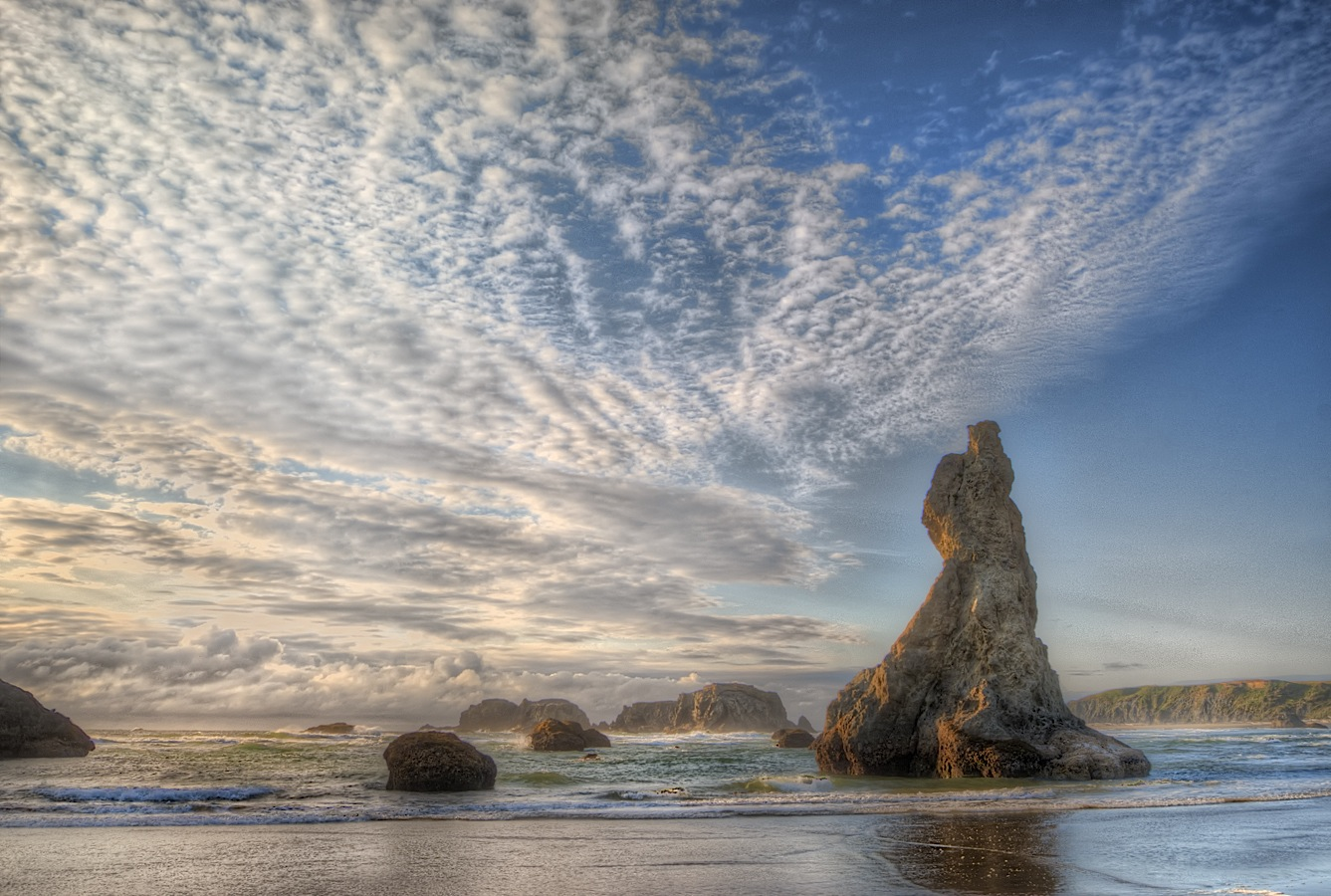
Rochers de la plage de Bandon.
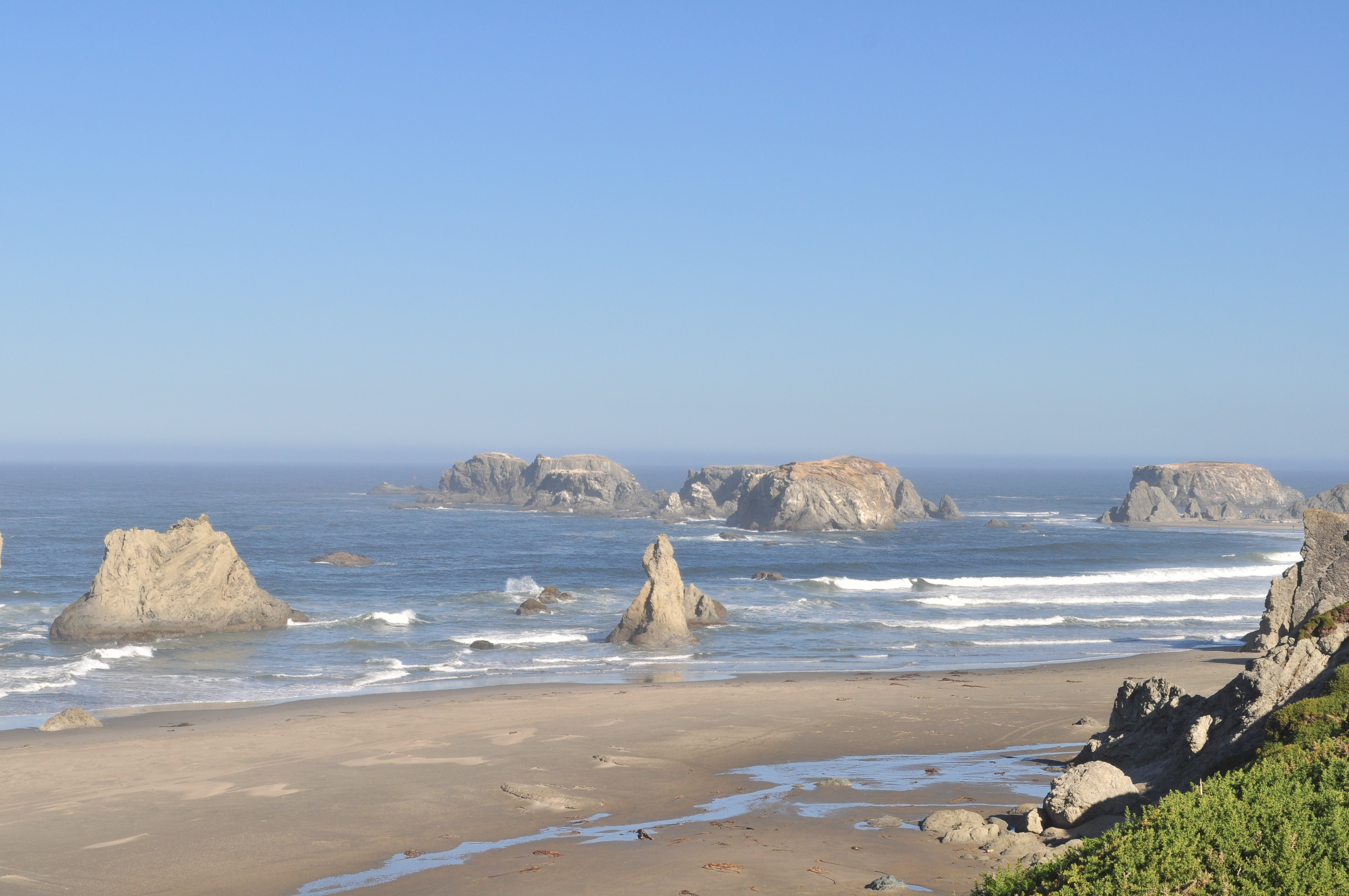
Le point de vue de Face Rock
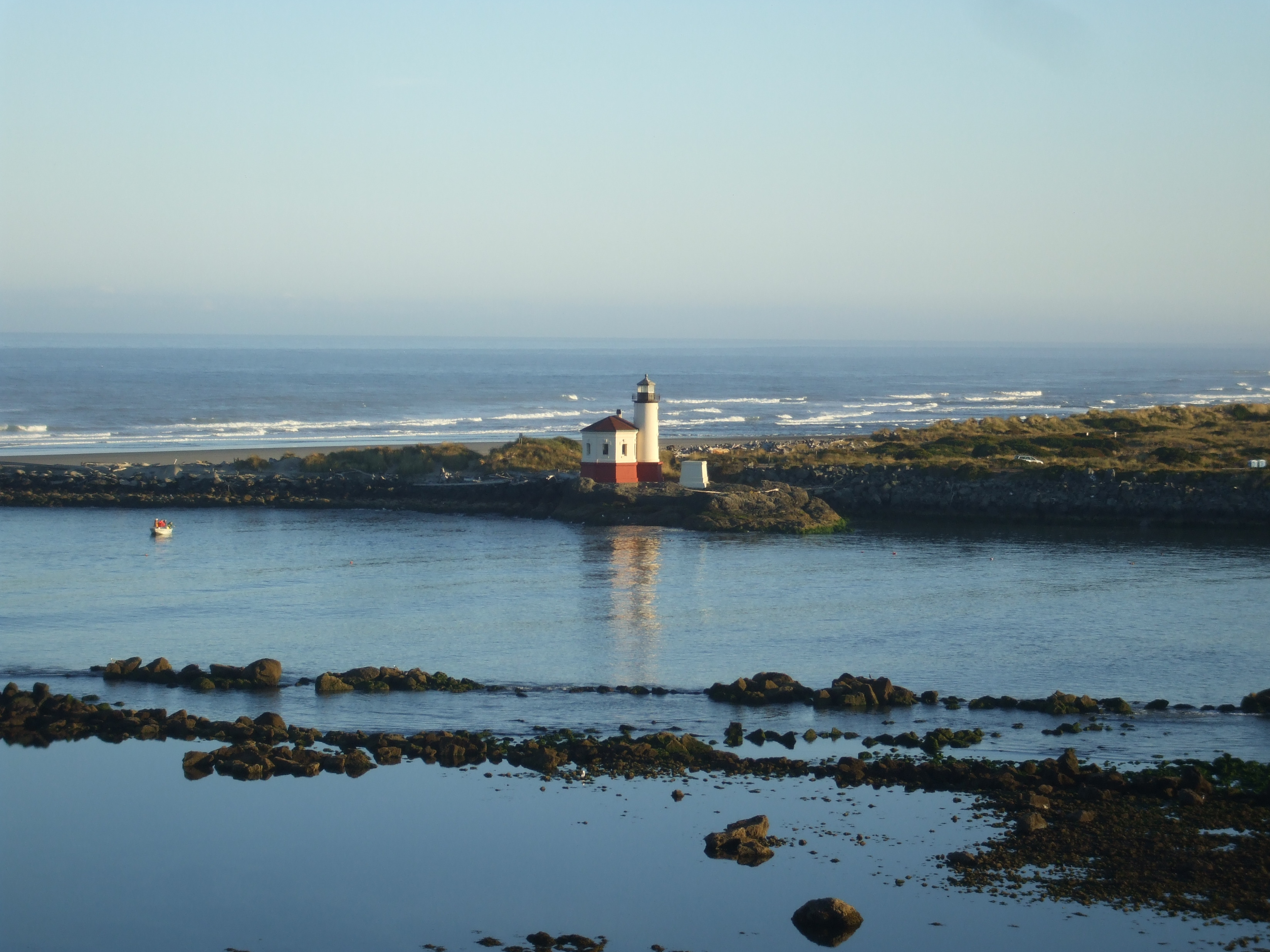
Le phare à l'embouchure de la Coquille.
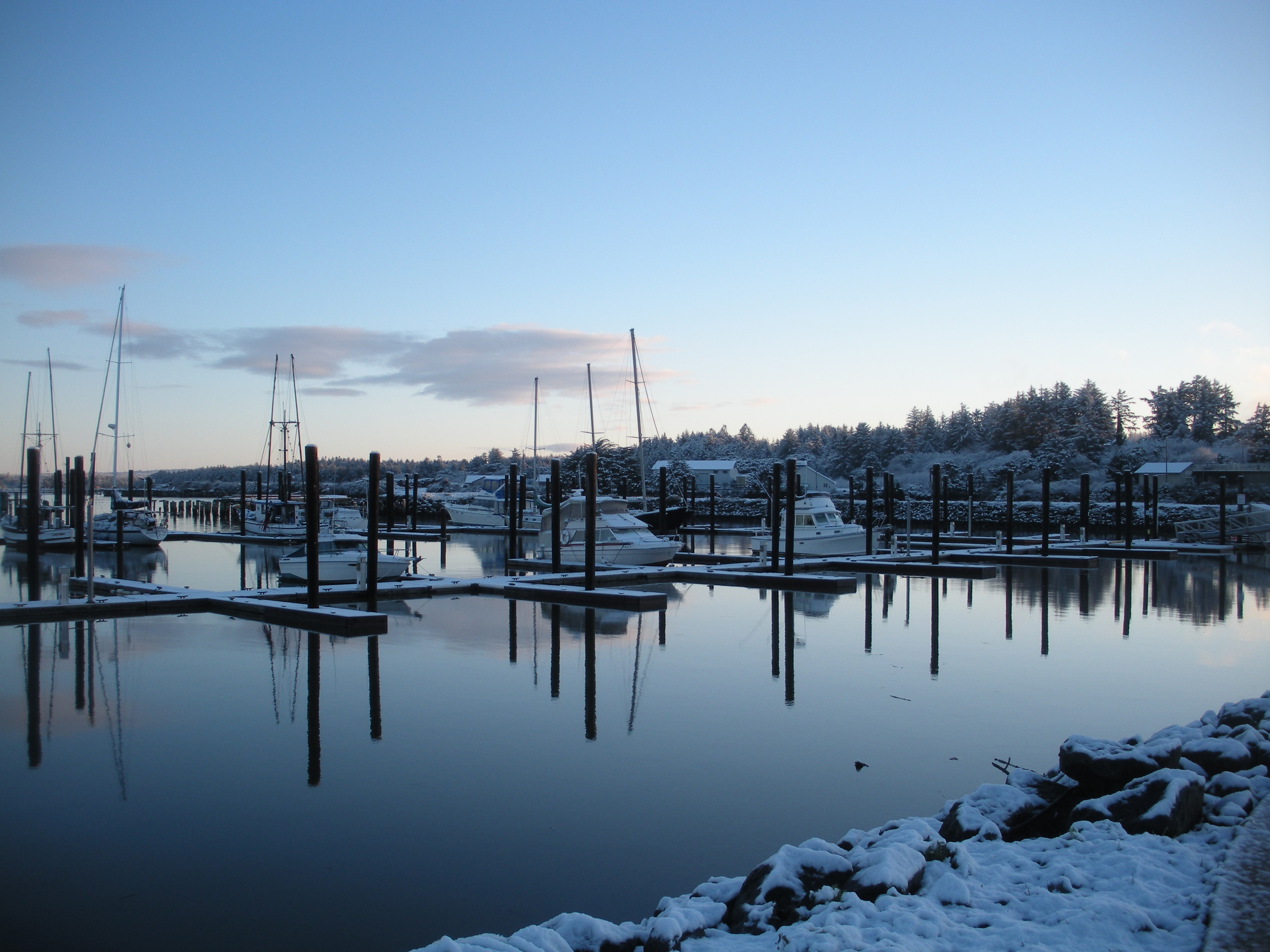
Le port de Bandon en hiver.

## Histoire
La localité est fondée en 1873. D'abord nommée The Ferry et Averill, elle est renommée Bandon par George Bennett, l'un de ses fondateurs, originaire de Bandon en Irlande,. Bandon devient une municipalité le 18 avril 1891.
En septembre 1936, la ville est presque totalement détruite par un incendie de forêt qui fait dix morts. Elle est reconstruite à partir de 1938.